# Édika
Édika, właśc. Édouard Karali (ur. 17 grudnia 1940 w Heliopolis w Egipcie) – francuski twórca komiksów, satyryk.
Édika współpracował z francuskimi magazynami: „Pilote”, „Charlie Mensuel”, „Psikopat”, „Fluide Glacial” (gdzie był obok Gotliba najważniejszym twórcą) oraz z niemieckim „U-Comix”. Twórca komiksów: „Mimikry”, „Pom-pom pidou waah”, „Splatch!”, „Knock out!”.
Jego prace tłumaczone były na język angielski, grecki, hiszpański, niemiecki, polski, szwedzki oraz włoski. W Polsce Édika obecny był m.in. w miesięczniku „Chichot” oraz w pirackim zinie „Wypierd”.